# Bronisław Bebel
Bronisław Bebel (Noyelles-sous-Lens, 16 de maio de 1949) é um ex-jogador de voleibol da Polônia que competiu nos Jogos Olímpicos de 1972 e 1976.
Em 1972, ele participou de seis jogos e o time polonês finalizou na nona colocação na competição olímpica. Quatro anos depois, ele fez parte da equipe polonesa que conquistou a medalha de ouro no torneio olímpico de 1976, no qual jogou em todas as seis partidas